# The Jungle (musikalbum)
The Jungle är en 7" av göteborgsbandet Studio som utkom 2002 på skivbolaget Service. Skivan pressades i en upplaga av 300 exemplar som fort sålde slut.

## Låtar
- A:sida: The Jungle - 5:28
- B:sida: Shake You Down By the River - 4:01